# Arnold Henry Guyot

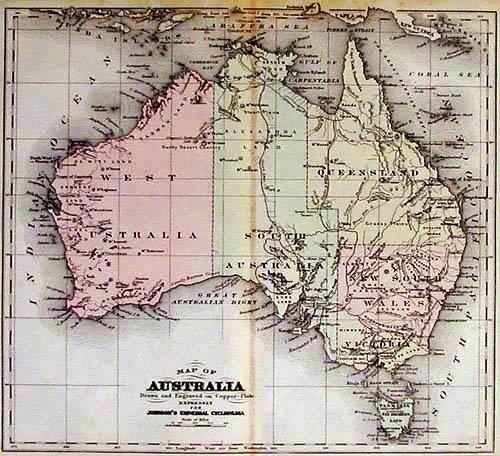
Carta de Australia compilada por Arnold Henry Guyot y Frederick Augustus Porter Barnard

Arnold Henry Guyot (28 de septiembre de 1807, Boudevilliers, Suiza - 8 de febrero de 1884 Princeton, Nueva Jersey) fue un geólogo y geógrafo suizo.

## Biografía
Guyot nació en Boudevilliers, cerca de Neuchâtel, Suiza. En 1825 se trasladó a Alemania y residió en Karlsruhe donde conoció a Louis Agassiz. Luego se fue a Stuttgart, donde estudió en su escuela o Gymnasium. Volvió a Neuchâtel en 1827. Estudió también en la Universidad Humboldt de Berlín, formándose en filosofía y ciencias naturales entre otras materias. En su tiempo libre coleccionaba conchas y plantas. Se doctoró en 1835 en Berlín.
En 1838, por sugerencia de Agassiz, visitó las glaciares de Suiza y comunicó los resultados de seis semanas de investigación en la Sociedad geológica de Francia. Fue el primero en hacer ciertas observaciones importantes sobre el movimiento de los glaciares y su estructura. Entre otras cosas se dio cuenta de que el movimiento o flujo de los glaciares era más rápido en el centro que en los lados y en la parte superior que en el fondo.
En 1848 emigró a Estados Unidos y se asentó en Cambridge (Massachusetts). Dio un curso de conferencias en el Lowell Institute y publicó el libro Earth and Man (Boston 1853). En 1854 fue nombrado profesor de geografía física y geología en la Universidad de Princeton, cargo que ocupó hasta su muerte. Fundó el museo de Princenton.
Entre sus trabajos realizados en los Estados Unidos está el perfeccionamiento del sistema meteorológico bajo los auspicios de la Smithsonian Institution. Confeccionó las tablas meteorológicas para el establecimiento posterior del United States Weather Bureau.

## Obras
Hizo libros de texto y cartas murales que ayudaron a popularizar los estudios geológicos. Además las publicaciones principales son:
- Earth and Man, Lectures on Comparative Physical Geography in its Relation to the History of Mankind (traducido por Cornelius Conway Felton, 1849)
- A Memoir of Louis Agassiz (1883)
- Creation, or the Biblical Cosmogony in the Light of Modern Science (1884).
- Johnson 's New Universal Cyclopaedia (1876) - editor en jefe junto con Frederick Augustus Porter Barnard

## Toponimia derivada de su nombre
- Geografía

- Glaciar Guyot en Alaska
- Monte Guyot en Carolina del Norte
- Monte Guyot en New Hampshire

- Astronomía

- Cráter lunar Guyot